# 피오나 글래스콧
피오나 글래스콧(Fiona Glascott, 1982년 11월 22일 ~ )은 아일랜드의 배우이다.

## 출연 작품
- 신비한 동물들과 그린델왈드의 범죄